# قصر هشام
قصر هشام ويعرف باسم خربة المفجر، هو موقع أثري إسلامي يقع في فلسطين على بعد 5 كيلومتر إلى الشمال من مدينة أريحا في الضفة الغربية، ويعتبر من أهم المعالم السياحية في فلسطين. شُيد في عهد الدولة الأموية في النصف الأول من القرن الثامن، على يد الخليفة الأموي هشام بن عبد الملك والوليد بن يزيد، وكان مقرًا للدولة، فمن المعروف أن السلالة الأموية الإسلامية قد حكمت إمبراطورية تمتد من الهند إلى فرنسا، وكما هو الحال مع معظم الخلفاء المسلمين فضّل الخليفة هشام بن عبد الملك حرية الصحراء على حياة المدينة في العاصمة دمشق. القصر هو عبارة عن مجموعة من الأبنية وأحواض الاستحمام والجوامع والقاعات.
تعرض القصر لزلزال مدمر في القرن الثامن الميلادي، حيث حصل تدمير للجدران والمباني المحيطة به، وأيضا تضررت الفسيفساء الأرضية والزخارف الجدارية. وأصبح القصر مهمل ومدمر بشكل كبير. لكن في القرن العشرين تم العمل على إعادة بناءه ومحاولة اعادته الى حالته الاصلية التي كان عليها والمحافظة على الشكل الأساسي للقصر، وتم استخدام مواد وتقنيات حديثة من أجل ذلك.

## التسمية
تمت تسمية القصر بهذا الاسم نسبة إلى الخليفة الأموي هشام بن عبد الملك، حيث أن تم بناء القصر في عهده، كواحد من قصور بادية الشام، ليكون قصراً شتويًا للخليفة، نظرًا لاعتدال درجات الحرارة شتاءً في مدينة أريحا.

## اكتشاف الموقع
اكتشف الموقع عام 1873، وكان فريديريك جاي بليس قد كتب عن الموقع عام 1894 لكنه لم يقم بحفريات في الموقع. إن أغلب معلوماتنا عن الموقع مستمدة من الحفريات التي أشرف عليها عالم الآثار الفلسطيني ديمتري برامكي بين الأعوام 1934 و1948. نشرت نتائج أبحاث برامكي في تقارير أولية ومقالات في فصلية دائرة الآثار الفلسطينية ولاحقا في أطروحة دكتوراة برامكي. في عام 1959 قام زميل برامكي روبرت هميلتون بنشر كتاب عن الموقع بعنوان خربة المفجر قصر عربي في غور الأردن، ويحلل الكتاب محتويات القصر من وجهة نظر تاريخ الفن ولا يتطرق لبحث برامكي الأثري، العديد مما وجد خلال حفريات برامكي وهميلتون محفوظ اليوم في متحف روكفلر في القدس.
عام 2006، نفذت حفريات جديدة تحت إشراف د. حمدان طه من وزارة السياحة والآثار التابعة للسلطة الفلسطينية. و يتم إجراء البحث الحالي من خلال مشروع أريحا مفجار، وهو عبارة عن تعاون بين الوزارة وعلماء آثار من جامعة شيكاغو. في عام 2015، تم توقيع اتفاقية بين وزارة السياحة والآثار الفلسطينية والوكالة اليابانية للتعاون الدولي لتمكين الكشف عن فسيفساء القصر البالغة مساحتها 825 مترًا مربعًا ما يعادل 8880 قدمًا مربعًا، وهي واحدة من أكبر الفسيفساء في العالم، وتجهيزها للعرض.

## التاريخ
من الصعب إنشاء إطار تاريخي آمن لقصر هشام، حيث أنه لا توجد مصادر نصية تشير إلى الموقع، والحفريات الأثرية هي المصدر الوحيد لمزيد من المعلومات. تم العثور على شقفة أثرية تحمل اسم هشام أثناء تنقيبات البرامكي، وقد فسر ذلك كدليل على بناء الموقع في عهد الخليفة هشام بن عبد الملك. جادل روبرت هاميلتون لاحقًا بأن القصر كان مقر إقامة الوليد بن يزيد، ابن شقيق هشام الذي اشتهر بأسلوب حياته الباذخ. من الناحية الأثرية، من المؤكد أن الموقع هو نتاج الدولة الأموية في النصف الأول من القرن الثامن، على الرغم من أن خصوصيات رعايته واستخدامه لا تزال مجهولة.
كموقع أثري ينتمي قصر هشام إلى فئة القلاع الصحراوية، وهي مجموعة من الآثار التي تعود إلى العصر الأموي وتوجد في جميع أنحاء سوريا والأردن وفلسطين، وعلى الرغم من وجود تباين كبير في الحجم والموقع والوظيفة المفترضة لهذه المواقع المختلفة، إلا أنه يمكن ربطها برعاية شخصيات مختلفة في الأسرة الأموية الحاكمة على بعض القلاع الصحراوية، على سبيل المثال قصر الحلابات أو قصر برقع، تمثل الاحتلال الإسلامي للمباني الرومانية أو الغساسنة السابقة، وترتبط مواقع أخرى مثل القسطل أو القصر الأزرق أو الموقر بطرق التجارة وموارد المياه الشحيحة، مع استثناءات قليلة حيث تتوافق القلاع الصحراوية مع قالب شائع يتكون من قصر مربع يشبه الحصون الرومانية، وحمام، وخزان مياه أو سد، وغالبًا ما يكون سياجًا زراعيًا. توجد تفسيرات مختلفة للقلاع الصحراوية، ومن غير المرجح أن تتمكن نظرية واحدة من تفسير التنوع الملحوظ في السجل الأثري.
يُعتقد عمومًا أن الموقع قد تم تدميره خلال زلزال الجليل عام 749، ومن ثم تم التخلي عنه، لكن تحليل تقارير برامكي التفصيلية تظهر أن هذا غير صحيح، وبدلاً من ذلك، يشير السجل الخزفي إلى أن الاحتلال استمر خلال الفترة الأيوبية والمملوكية، مع مرحلة كبيرة من الاحتلال بين عام 900 و1000 خلال الفترتين العباسية والفاطمية. لا شك أن المزيد من الحفريات ستسهم في تكوين صورة أكثر تفصيلاً لاستخدام الموقع المستمر خلال فترات مختلفة، يشير التحقيق الجيولوجي للموقع الذي أجري عام 2013 إلى أن القصر قد دُمر بسبب الزلزال اللاحق الذي وقع عام 1033..

## عمارة القصر
يمتد الموقع على مساحة 60 هكتارًا ما يعادل 150 فدانًا، ويتكون من ثلاثة أجزاء رئيسية وهي قصر، ومجمع حمامات مزخرف، وعقار زراعي، ويرتبط بالموقع أيضًا حديقة كبيرة أو حظيرة زراعية تمتد شرق القصر. تم ربط المجمع بأكمله بالينابيع القريبة عن طريق نظام مياه متطور. يتكون القصر من مجموعة من البنايات والحمامات والجوامع وقاعات مليئة بالأعمدة الأثرية، وتعتبر الفسيفساء والزخارف والحلي التي من الأمثلة الرائعة للفن والعمارة الإسلامية القديمة. يقول الخبراء بأن زلزالا عنيفا قد ضرب المنطقة ودمر الأبنية في قصر هشام قبل أن تكتمل. وبفعل الأتربة والأنقاض المتراكمة حفظت الفسيفساء والرسومات الرائعة الموجودة في القصر. وتعتبر الفسيفساء الموجودة على أرضية الحمامات إلى جانب شجرة الحياة الموجودة في غرفة الضيوف من أهم عناصر الجذب للسياح والزوار، هذه الفسيفساء تعتبر واحدة من أجمل الأعمال الفنية القديمة في العالم. العديد من الزخارف المنقوشة من الموجودات في القصر توجد في متحف روكفلر في القدس. قام صلاح الدين الأيوبي وجنده بمحاولة إعادة السيطرة على القصر في القرن الثاني عشر الميلادي ولكن بعد ذلك وحتى سنة 1940 من هذا القرن كان القصر بمثابة مقلاع للحجارة لأهالي أريحا.
وُجد في القصر في الفترة الأموية، الحمام الكبير، والمسجد، والنافورة، والحير الذي هو سور خارجي، وبوابتين، وسكن للحكام. كان ترتيب المباني الرئيسية الثلاثة الأولى على الجانب الغربي من الفناء المشترك، والذي يوجد فيه بركة ونافورة في مركزها. احتوى القصر أيضاً على نجمة قصر هشام وهي النجمة السداسية كشكل هندسي مستخدمة بكثرة في العمارة الإسلامية على مر العصور، هي والنجمة الثمانية أيض،. و يوجد فيها الف و خمس مئة من حجار الفسيفساء.
يوجد إلى يمين المدخل متحف صغير يضم مجموعة من الأواني الخزفية التي اكتشفت في الموقع. الحمام الكبير موجود في الشمال من القصر، ويتكون من الغرفة الباردة والمعروفة بغرفة الاستقبال،والتي تتميز بأرضيتها المرصوفة بالفسيفساء، حيث تتكون من 38 لوحة من الفسيفساء الملونة، وتبلغ مساحتها حوالي 30 × 30 م. كان الحمام مسقوفاً بسلسلة من العقود والقباب، التي تشكل الأقواس على استخدام الآجر وهو الطين المجفف المشوي، رتكزت الأقواس على ستة عشر قاعدة حجرية ضخمة، تقع في أربعة صفوف. زين هذا المبنى بالجص، والحجارة المنحوتة، والتماثيل. وتم زخرفة الأجزاء العلوية منه برسومات جدارية، وكان يوجد بركة ماء في الجهة الجنوبية من الحمام، ووضع تمثال الخليفة فوق المدخل الرئيسي، وربما أن الخليفة كان يجلس في نهاية الحنية المقابلة لهذا المدخل. توجد الغرفة الساخنة في شمال الغرفة الباردة، وتتكون من غرفتين فاترتين، وغرفتين حارّتين يتم تسخينها بالبخار الناتجة عن نظام التدفئة المركزي، وموقديين، ومرحاض. يوجد ديوان في القاعة الشمالية الغربية لقاعة الحمام، ويتكون من مقصورة صغيرة للضيافة ذات منصة دائرية، مزودة بدكة على جانبي الجدارين الرئيسيين الشرقي والغربي، جدرانها مغطاة بالجص المحفور، ورصفت أرضيتها بالفسيفساء بأشكال هندسية مختلفة، بما فيها اللوحة الشهيرة بمشهد الأسود والغزلان تحت شجرة النارنج أو شجرة الحياة.
إلى الشمال من مجمع الحمامات توجد أنقاض هيكل مربع كبير مر بوضوح بمراحل عديدة من إعادة الاستخدام وإعادة البناء، كان من المفترض في البداية أن يكون هذا الجزء من الموقع خان، لكن الحفريات الأخيرة أشارت إلى أن المنطقة الشمالية كانت لها وظيفة زراعية مرتبطة بالحير أو السياج الزراعي خلال العصرين الأموي والعباسي.

## العناصر الزخرفية

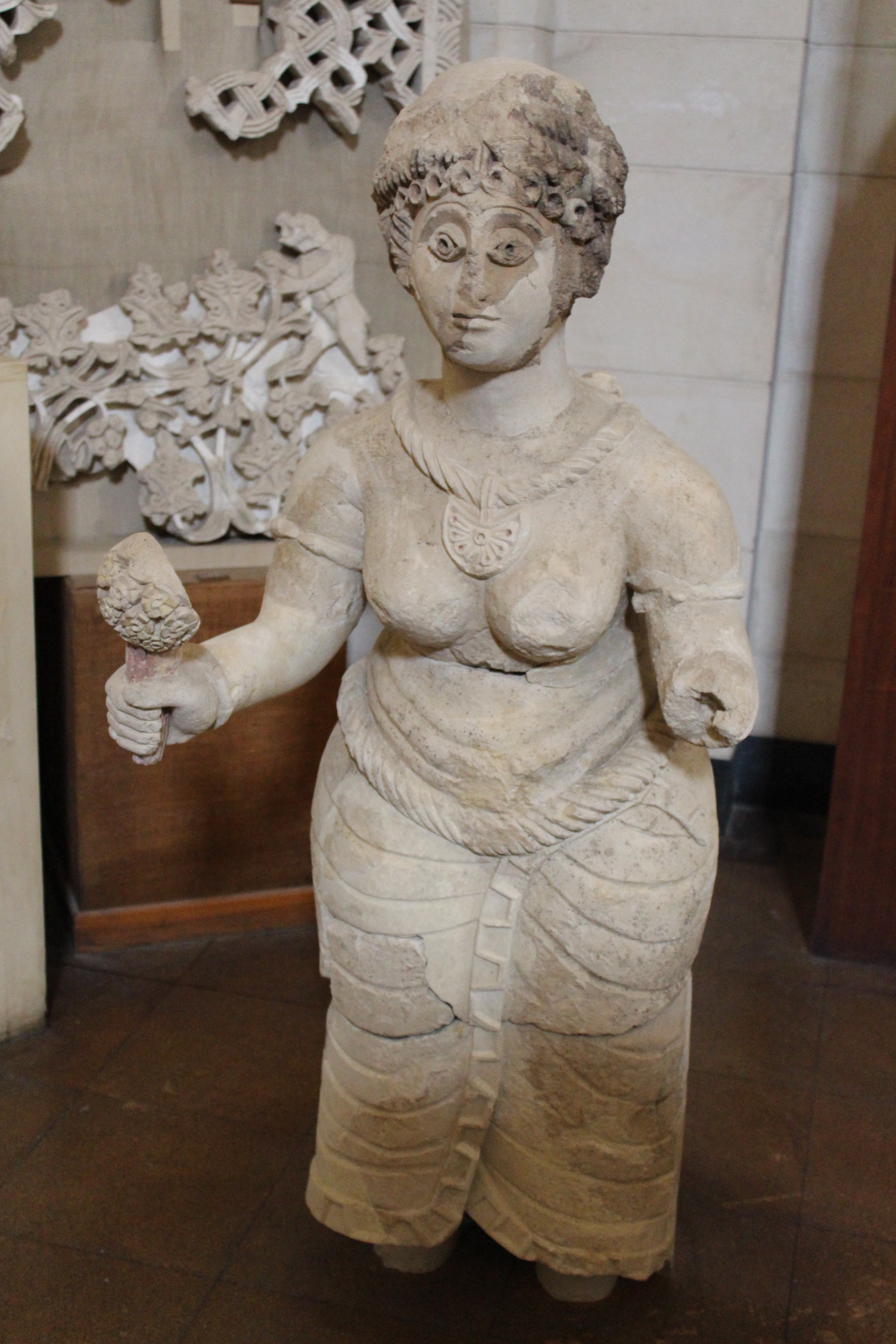
بقايا قصر هشام (خربة المفجر) المعروضة في متحف روكفلر، القدس

تعتبر العناصر الزخرفية في قصر هشام من أفضل تمثيلات الفن الأموي وهي موثقة جيدًا في منشورات روبرت هاميلتون.

### الفسيفساء
تغطي الفسيفساء الهندسية الملونة أرضية قاعة الاستحمام الرئيسية، وفي وسطها تصميم مشكال كبير. تنقسم الفسيفساء الضخمة إلى 25 فجوة مربعة تفصل بينها مجموعات رصيف، تغطي الأرضية مجموعة كبيرة ومتنوعة من التصاميم الهندسية التي نادراً ما تتكرر، الألوان المستخدمة هي في المقام الأول الأزرق والأحمر والأخضر والأصفر والبرتقالي. بعد سنوات من الترميم بتمويل من اليابان، تم الكشف عن الفسيفساء التي تبلغ مساحتها 836 مترًا مربعًا ما يعادل 9000 قدم مربع، وهي واحدة من أكبر الفسيفساء الأرضية في العالم، حيث تحتوي على أكثر من خمسة ملايين قطعة حجرية مميزة من فلسطين، وتعتبر هذه الأرضية الفسيفسائية واحدة من أكبر الفسيفساء الباقية من العالم القديم.
أشهر فسيفساء موجودة في الموقع هي فسيفساء شجرة الحياة الموجودة في الديوان، أو قاعة الاستقبال الخاصة الواقعة في الركن الشمالي الغربي من قاعة الاستحمام الرئيسية، وتمثل فسيفساء الرصيف نصف الدائرة شجرة مثمرة وفي جانبها الأيسر غزالان غير عارفين، وأسد يهاجم غزالاً آخر في الجانب الأيمن، يعتبر هذا التصميم شائع عبر التاريخ الإسلامي في أماكن مثل شمال سوريا وشرق الأردن، وكان موضوعًا شائعًا للمحادثة نظرًا لوجود العديد من النظريات المتعلقة بمعناه. إحدى أفكار الفسيفساء أنها تمثل السلام الذي جلبه الخليفة ببراعته العسكرية، فكرة أخرى تنبع من حدود الفسيفساء التي تشبه شرابات الستارة أو الستارة، خلال العصور الأموية والعباسية والفاطمية، تذكر روايات المحكمة أن الخلفاء جلسوا خلف الستائر حيث كانوا يظهرون في لحظات محددة في طقوس مختلفة، وقد تشير الشرابات التي تحيط بفسيفساء شجرة الحياة إلى أن مشهد الأسد والغزلان يجب أن يُفهم من خلال عدسة الحميمية. جميع الفسيفساء الموجودة في قصر هشام ذات جودة عالية جدًا وتتميز بتنوع كبير في الألوان والزخارف التصويرية.

### الجص المنحوت
الجص المنحوت الموجود في الموقع ذو جودة استثنائية، وتجدر الإشارة بشكل خاص إلى التمثال الذي يصور شخصية رجل يحمل سيفًا، والذي غالبًا ما يُفترض أنه الخليفة، وكان يقف في كوة فوق مدخل قاعة الحمام شخصيات إضافية من الذكور والإناث منحوتة في الجص بعضها شبه عارٍ. تزين مجمع الحمامات، الأنماط الهندسية والنباتية شائعة جدًا أيضًا. في حين وصف هاملتون المنحوتات في قصر هشام بأنها غير احترافية وفوضوية، فقد لاحظ العديد من مؤرخي الفن اللاحقين أوجه تشابه مع موضوعات الفن الفارسي، وجادلت هناء طراغان بأن المواضيع الفنية التي تظهر في الموقع هي أمثلة شرقية للغة بصرية إسلامية للقوة، اندمجت مع التأثيرات الساسانية في العراق، كما لفتت بريسيلا سوسيك الانتباه إلى تمثيل الموقع لأسطورة سليمان الإسلامية.

## السياحة
يعد قصر هشام أحد أهم المعالم الإسلامية في فلسطين، ويمثل نقطة جذب رئيسية للسياح والفلسطينيين على حد سواء. في عام 2010 وفقًا للأرقام التي جمعتها وزارة السياحة والآثار الفلسطينية، استقبل الموقع 43455 زائرًا، ويعد الموقع وجهة مشتركة للرحلات الميدانية لأطفال المدارس الفلسطينيين، والزوار الأجانب الذين يدخلون فلسطين عبر جسر اللنبي القريب من الموقع، ما يجعلون من قصر هشام محطتهم الأولى. تمت زيارة الموقع من قبل شخصيات أجنبية، وكان مكانًا لإنتاج مسرحية شكسبير ريتشارد الثاني في عام 2012. عام 2021 تم فتح الأرضية الفسيفسائية لمجمع الحمامات أمام الجمهو،ر بعد الانتهاء من أعمال الترميم والمحافظة وبناء مأوى مزود بممرات توضع فوق الأرضية.

## المشاريع والترميم
وفقاً لصندوق التراث العالمي GHF، فإن التطور الحضري السريع في أريحا، وتوسع النشاط الزراعي في المنطقة، يحد من وصول علماء الآثار إلى الموقع، الذي لا يزال الكثير منه غير مستكشف، وقد تعرقلت جهود الحفظ التي تهدف إلى حماية الهياكل الهامة بسبب نقص الموارد. في تقرير عام 2010 بعنوان إنقاذ تراثنا المتلاشي، حددت GHF قصر هشام كواحد من 12 موقعًا تراثيًا عالميًا على وشك الخسارة والدمار، الذي لا يمكن إصلاحه، وقد نشر ح.طه، مدير الآثار تقارير تتعلق بالحفاظ على هذا الموقع وغيره من المواقع في منطقة أريحا.
عام 2021، تم الانتهاء من ترميم أرضية الفسيفساء الخاصة بمجمع الحمامات والتي تبلغ مساحتها 835 مترًا مربعًا، بتكلفة 12 مليون دولار أمريكي وبتمويل ياباني، مع مأوى على شكل قبة يحمي الفسيفساء، والذي تم تصميمه وتنفيذه من قبل مكتب معماري ياباني. يمكن الاستمتاع بالفسيفساء من الممرات المعلقة على الأرض.
المشاريع المتعلقة ببقايا الحمام الكبير في قصر هشام، كانت هناك العديد من خطط بناء الملاجئ من قبل جهات مانحة مختلفة إيطاليا، الوكالة الأمريكية للتنمية الدولية، اليونسكو، لكن لم يتم تنفيذها لأسباب مختلفة. خلال مرحلة البحث، تم عقد أربعة اجتماعات للجنة الاستشارية مع العضو الذي يضم خبراء محليين في مجالات علم الآثار، وحافظي الآثار، والمهندسين المعماريين، وأساتذة الجامعات، والممارسين، والمنظمات غير الحكومية، والمسؤولين المحليين، وأعضاء اليونسكو ، للبحث عن مجموعة واسعة من الآراء وبناء الإجماع، وتجميع التصميم الأساسي. وبعد مفترة، تم تصميم مأوى ذو هيكل قبة مقطوعة على أربعة أسس كبيرة في الزوايا وممر فوق الجدران المتبقية، بالإضافة إلى ذلك، تم ترميم 16 عمودًا قديمًا في السبعينيات، للحفاظ عليها وتعزيزها حتى لا تنهار أثناء الزلازل، حيث ترسخت الأعمدة في ذاكرة الناس كشكل للبقايا بعد نصف قرن من بنائها.
تم تصميم الملجأ ليكون شبه لمفتوح حيث لا يحتاج إلى تكييف الهواء، وذلك لتقليل تكاليف الصيانة وتعزيز الاستدامة، وتحقيق كل من الحفاظ على الموقع التاريخي وتشجيع راحة الزوار كانت القضايا. تم تصميم الأجهزة مثل أرفف الإضاءة الفتحات الأفقية والمناو،ر ذات طبقة التظليل لحماية أرضية الفسيفساء من أشعة الشمس المباشرة الضارة والسماح للضوء المحيط الناعم بالدخول إلى الملجأ، وتم العناية بأشكال الأجهزة من خلال الحاسوب. لتحقيق مسار التقدير، الذي تمت مناقشته على نطاق واسع مع اللجنة الاستشارية، تم تحقيق الهيكل فولاذي خفيف ورفيع حتى لا يتعارض مع رؤية الزائر. تعرض المشروع للعديد من التحديات، مثل المسح، وتكوين الإجماع، ووضع التصميم وخطة البناء، وبفضل التعاون الحماسي والصادق من قبل وزارة السياحة والآثار في فلسطين، باعتبارها الوكالة المنفذة، تم إنشاء مساحة تغلف البقايا بهدوء.

## صور

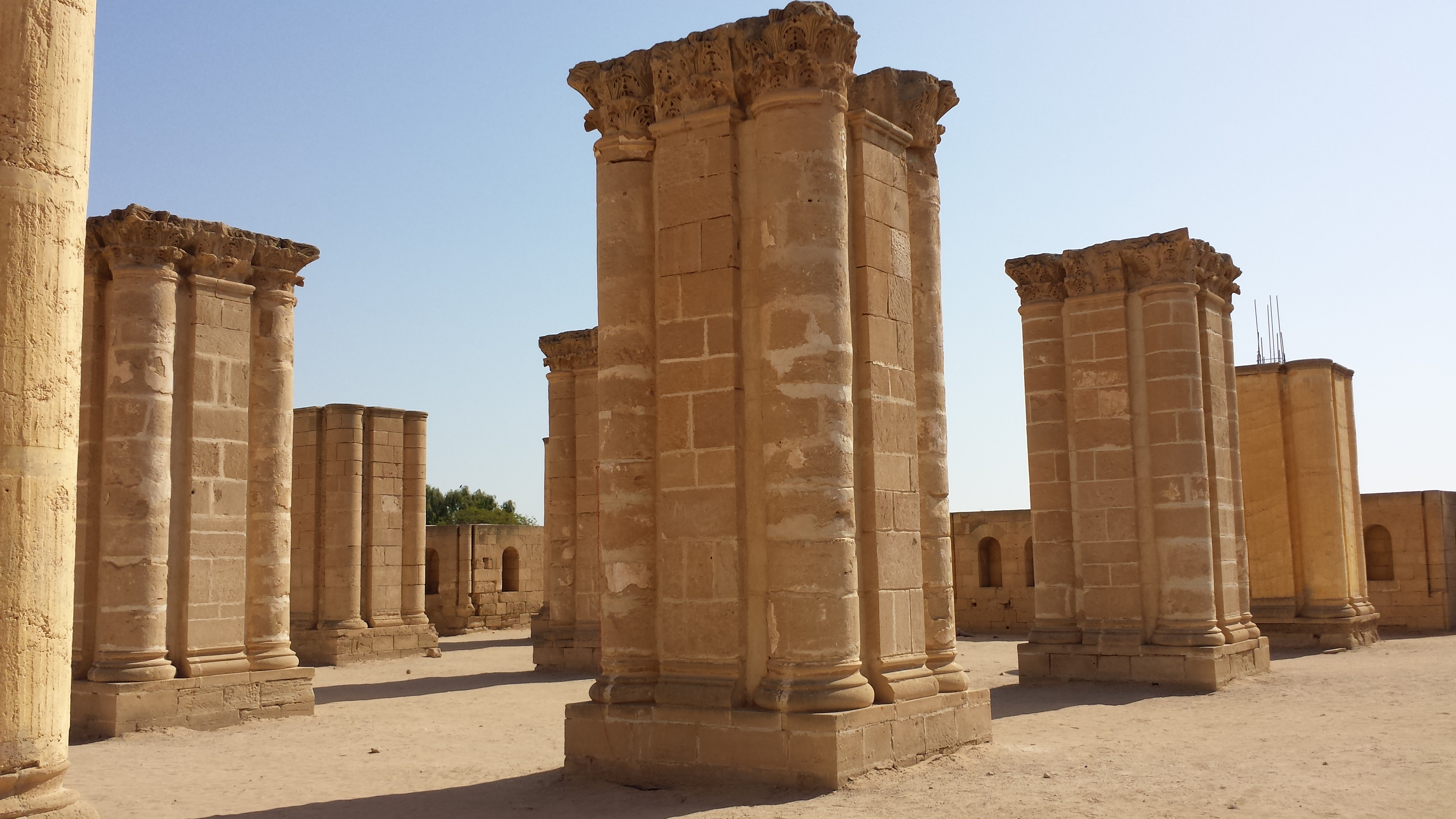
الأعمدة في قصر هشام
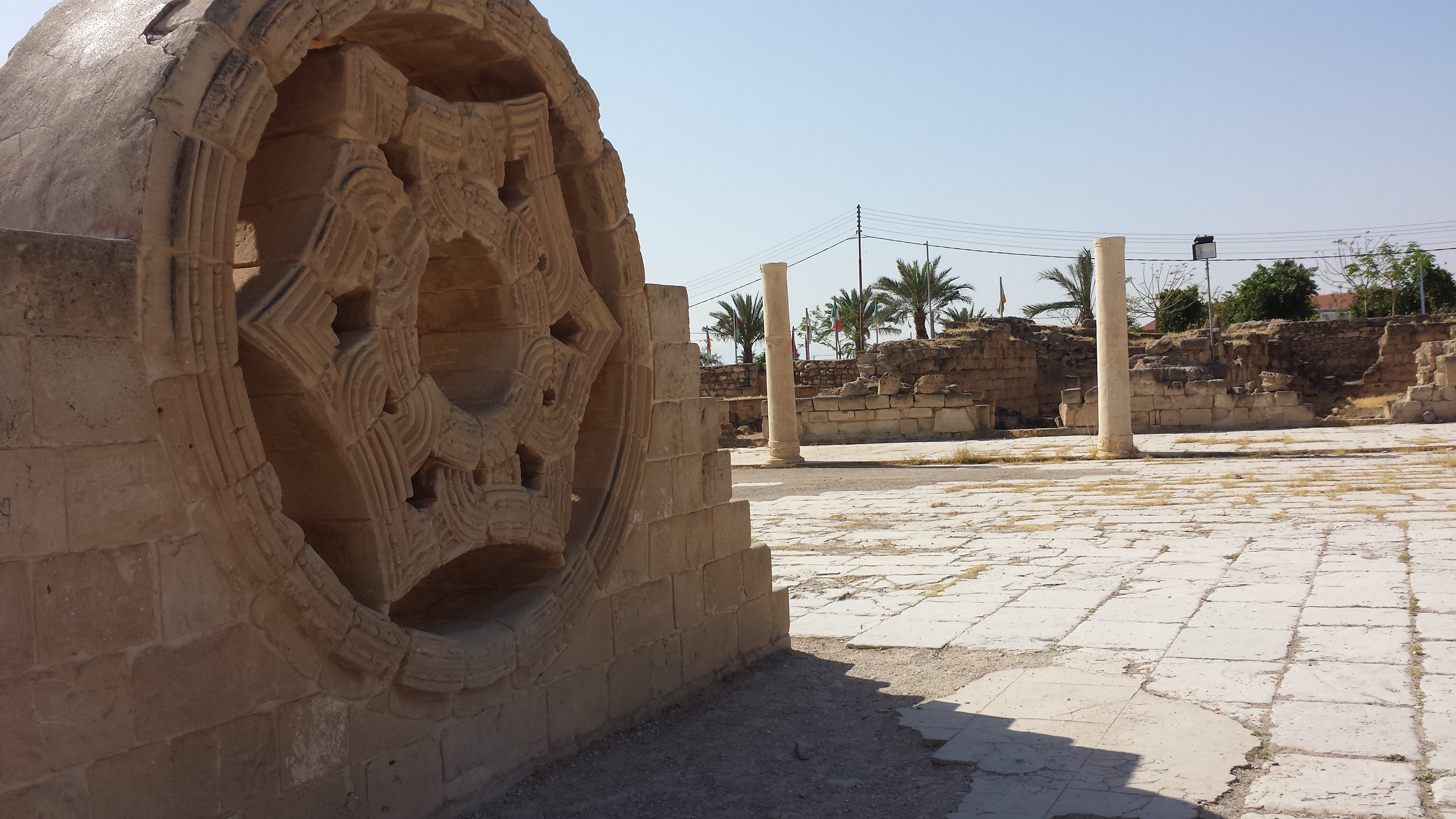
النجمة في قصر هشام
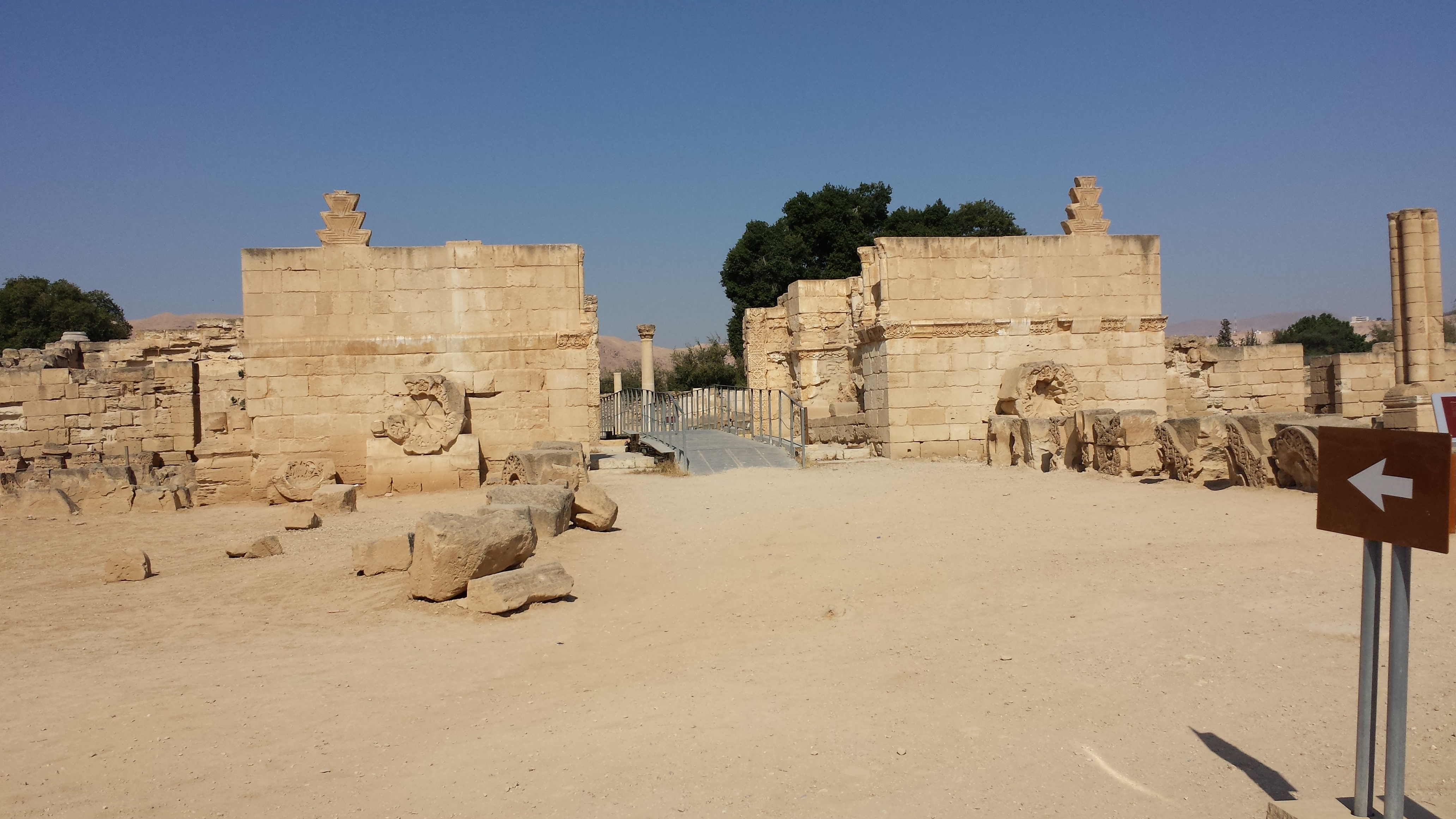
صور مختلفة لقصر هشام
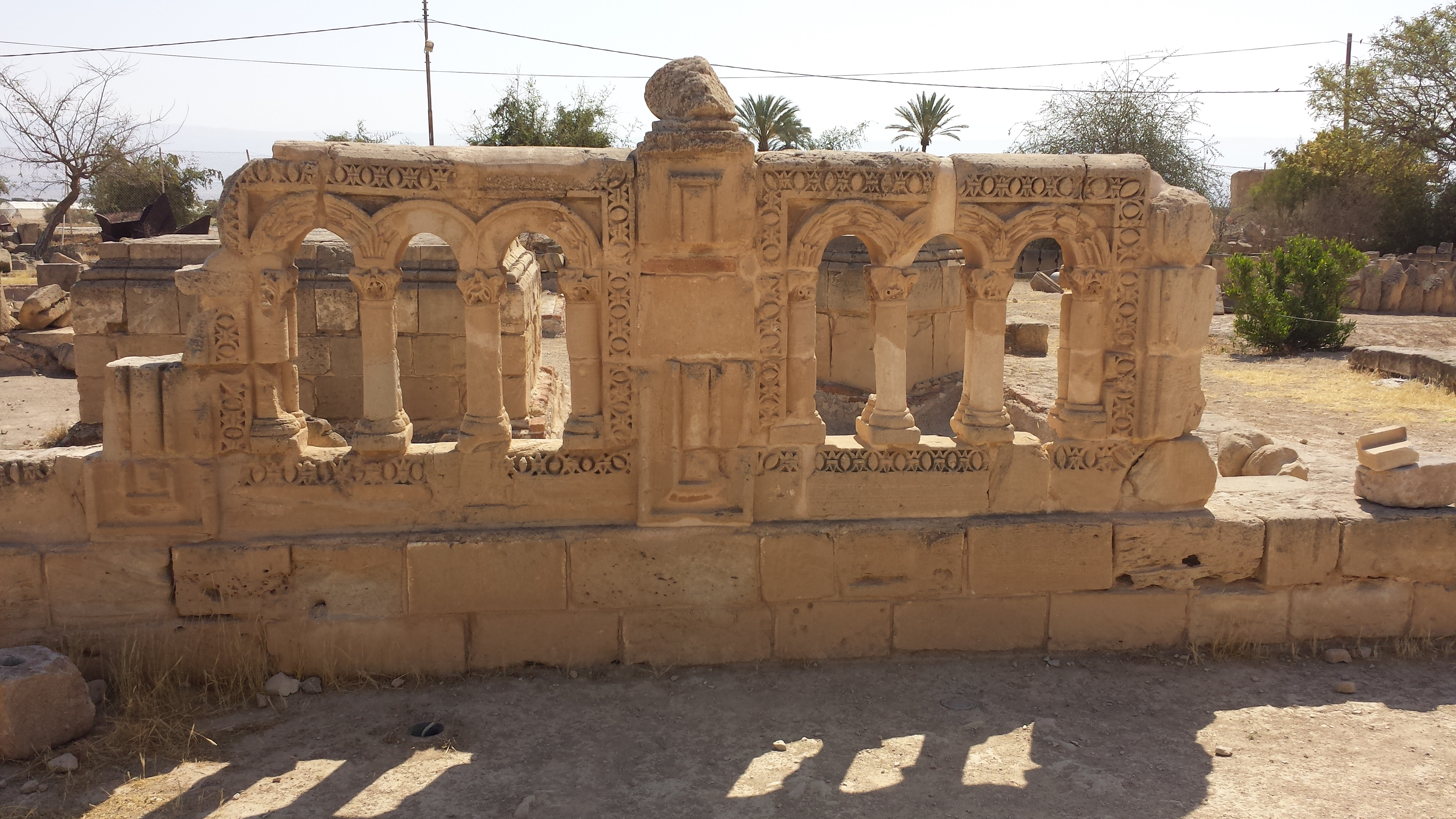
جزء من حجارة وزخرفة القصر
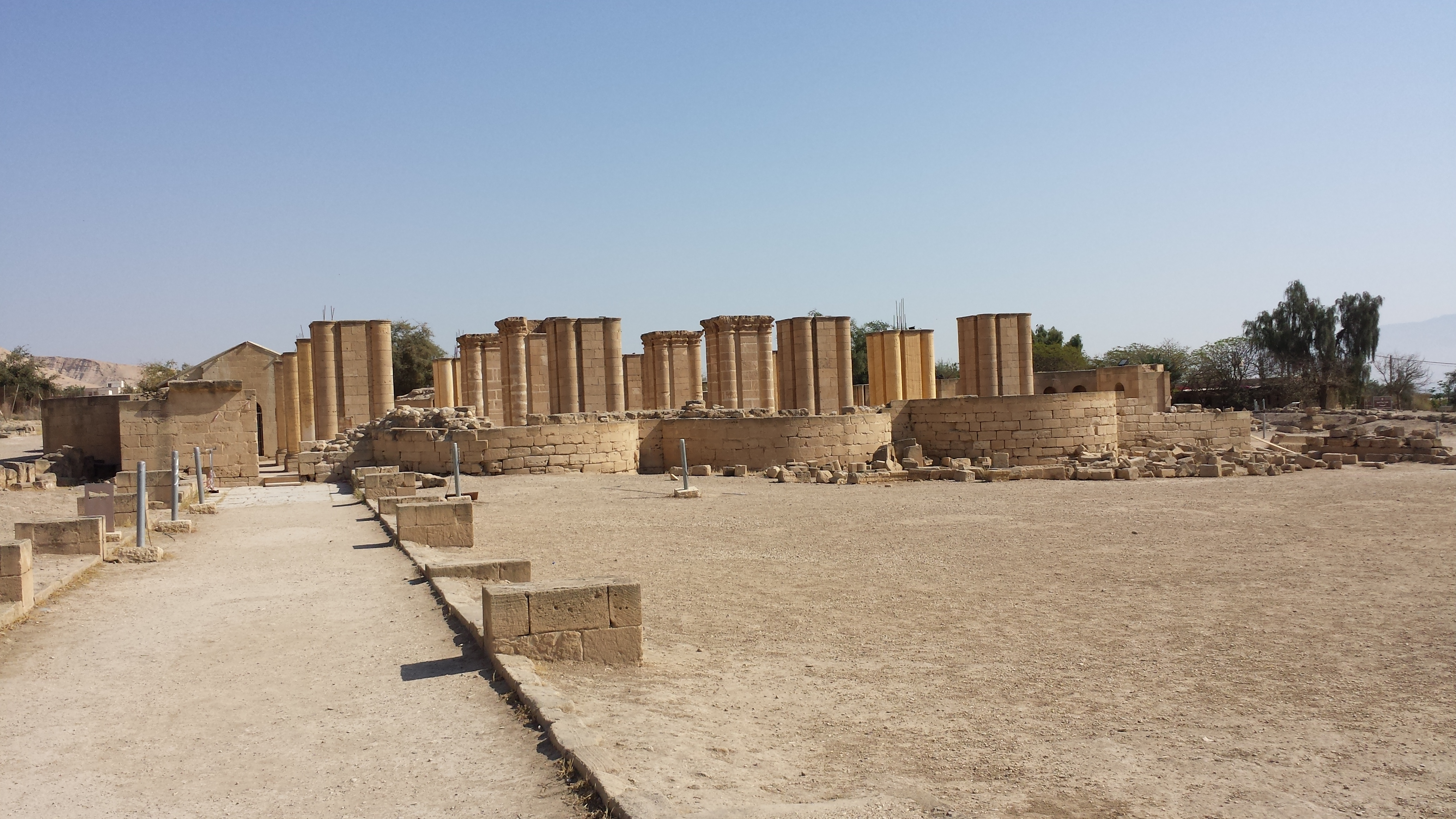
صور مختلفة لقصر هشام
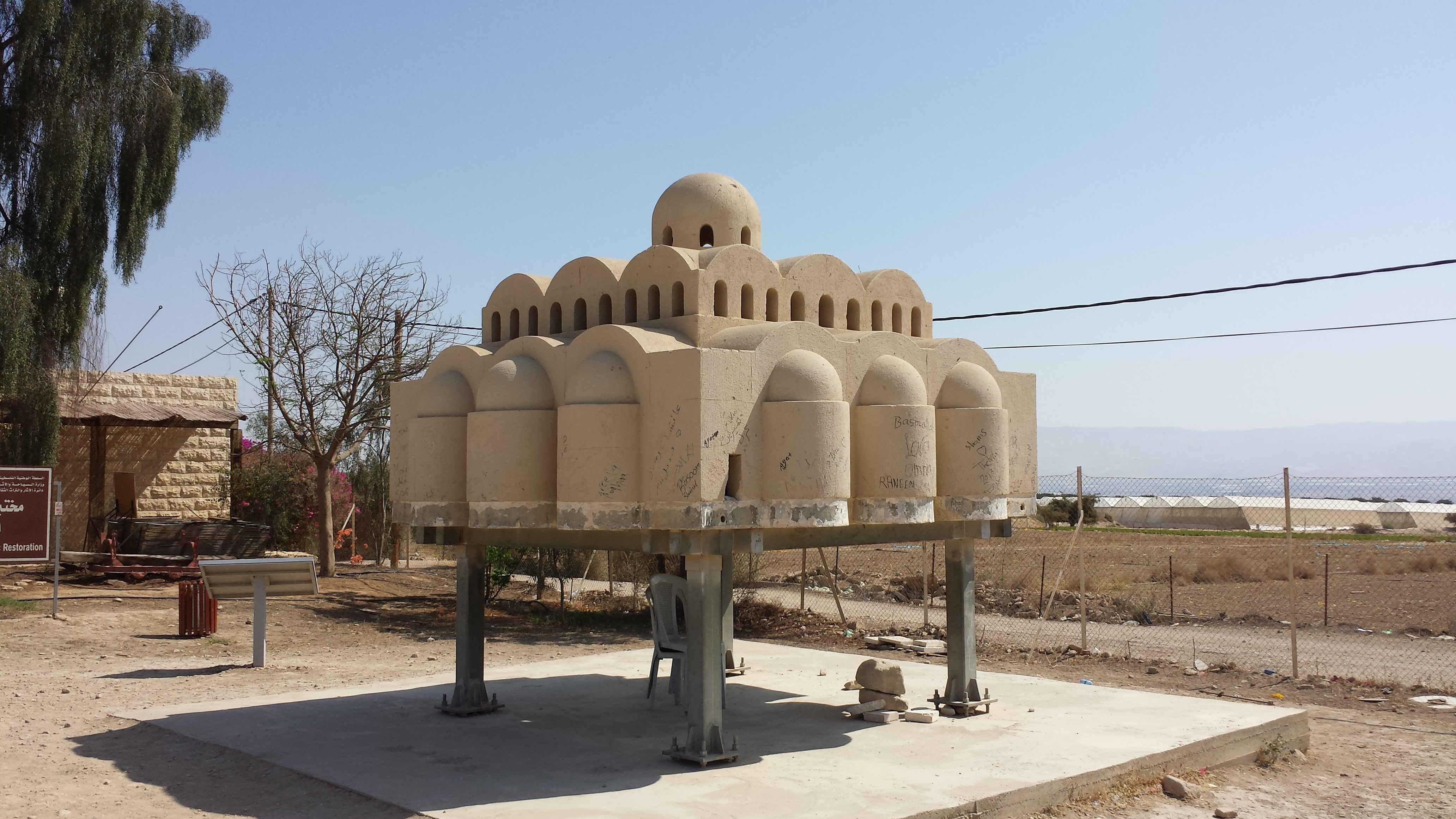
نموذج مصغر للقصر
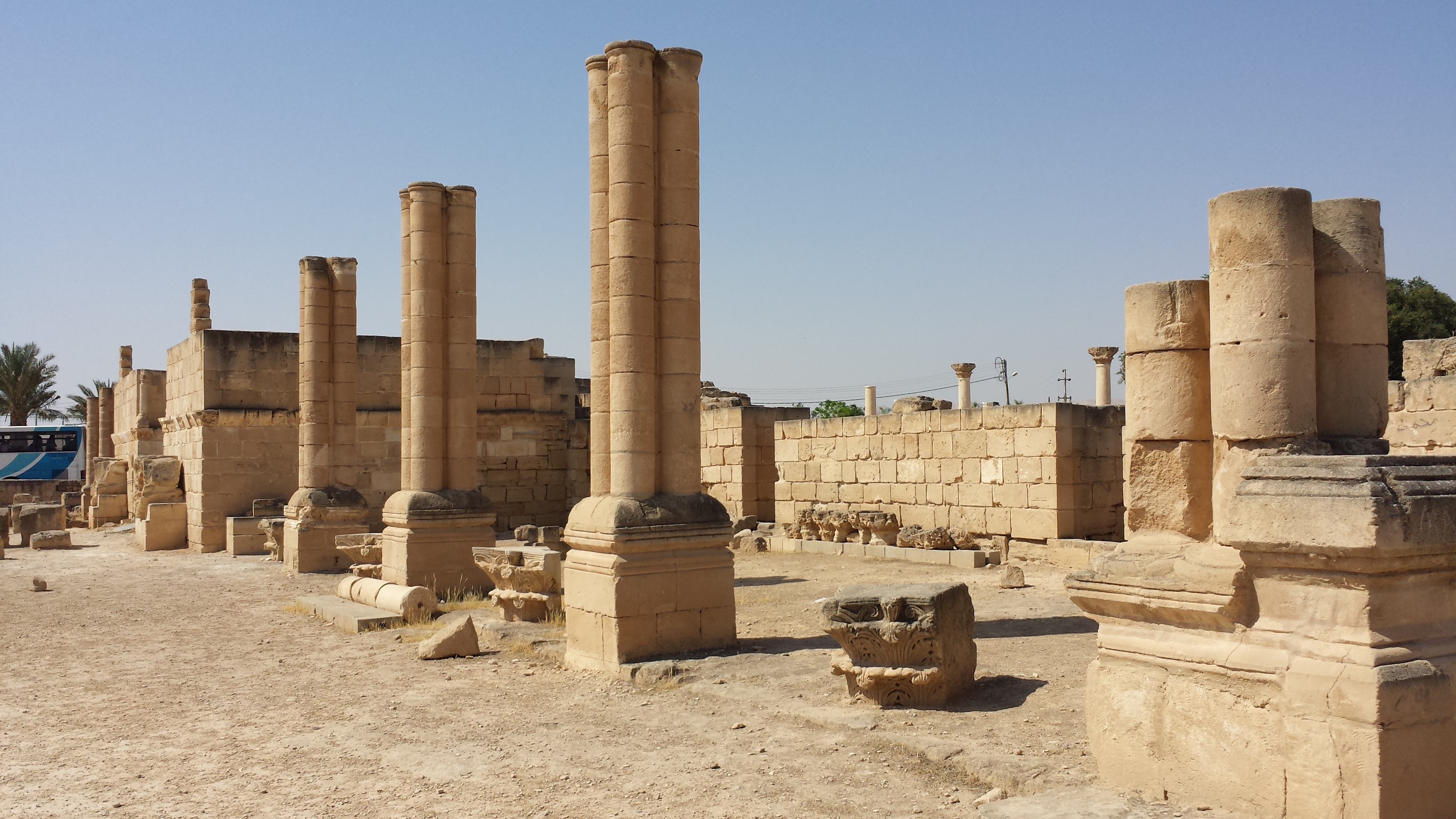
صور مختلفة لقصر هشام
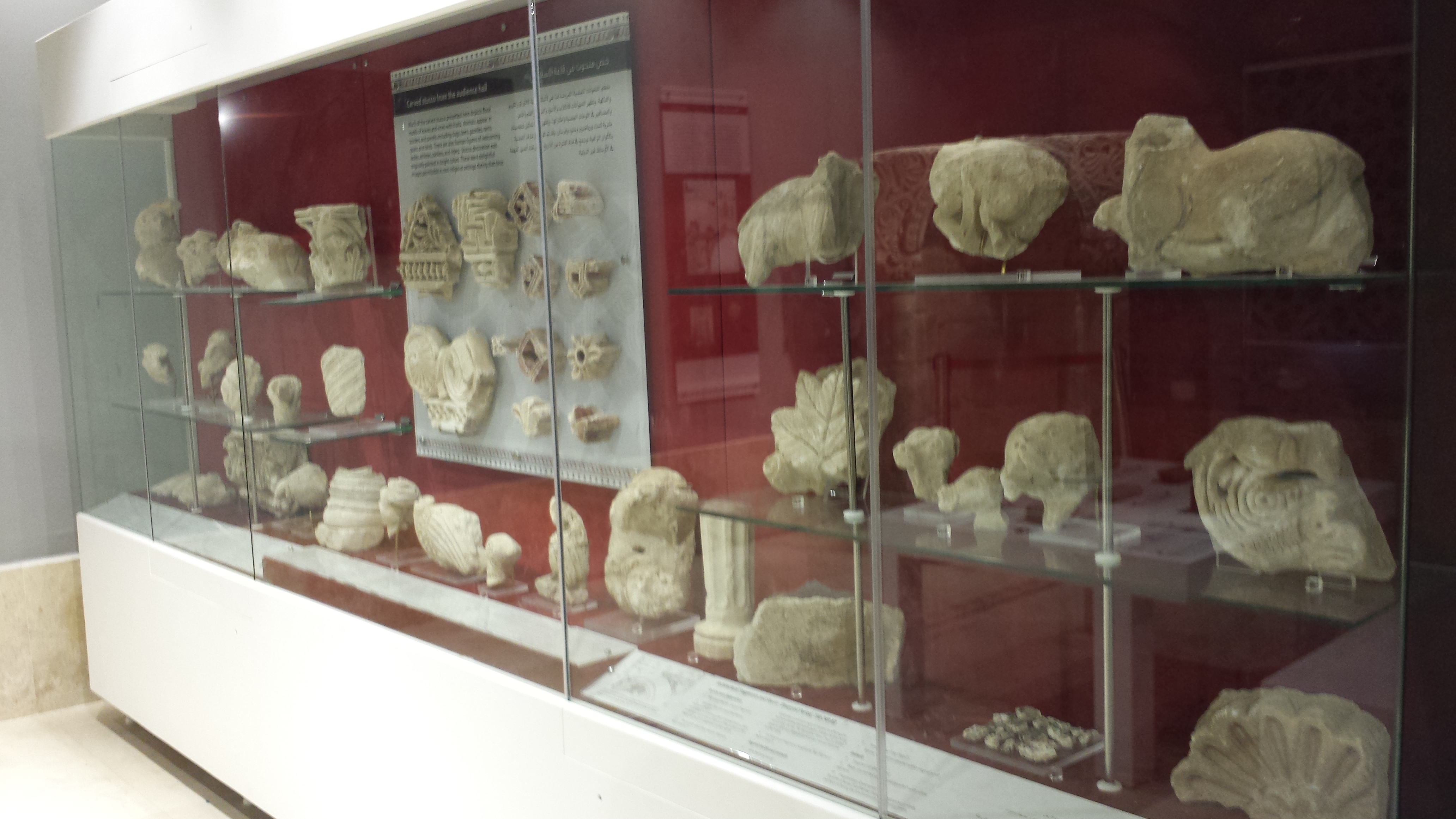
من داخل متحف قصر هشام
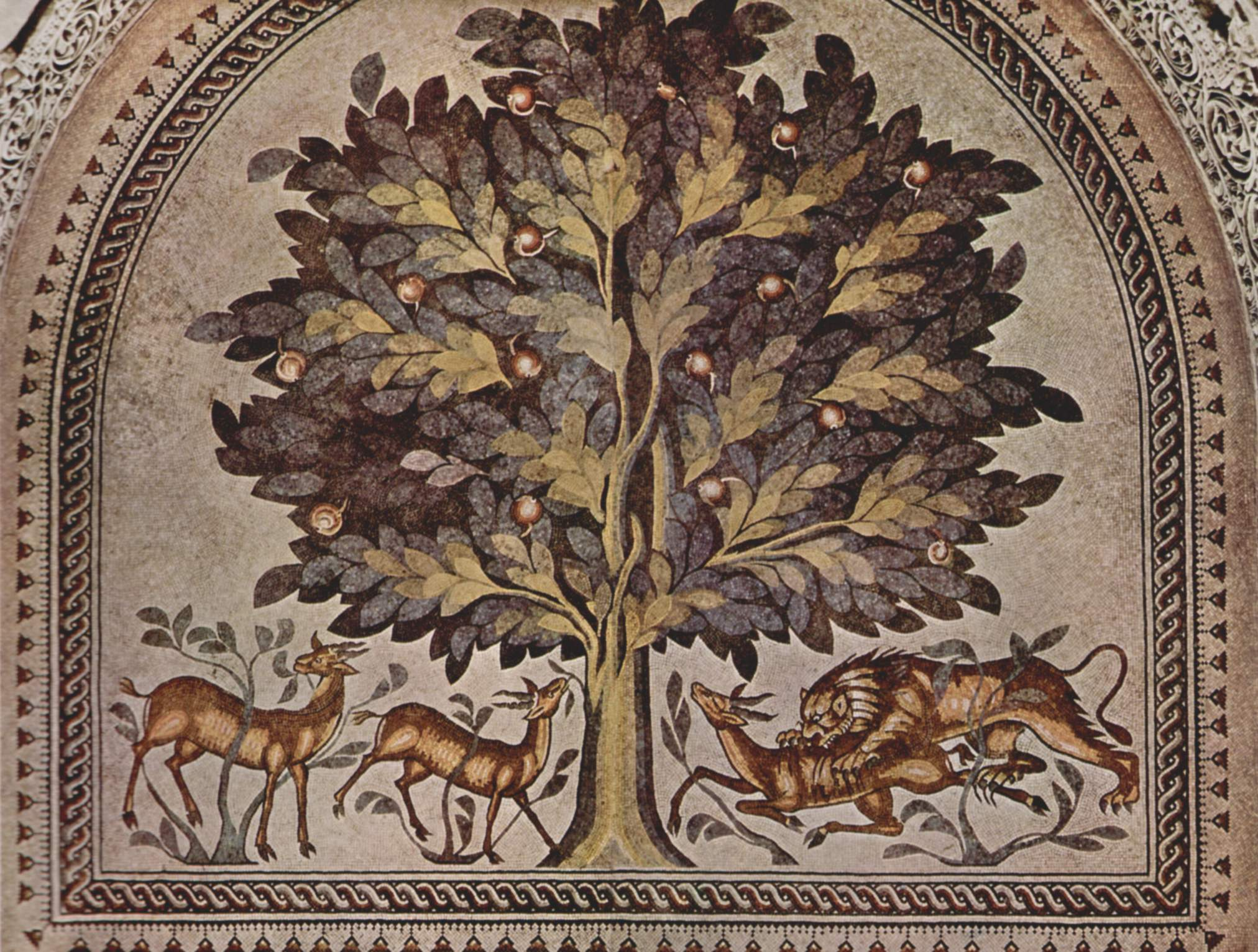
لوحة من الموزاييك في قصر هشام
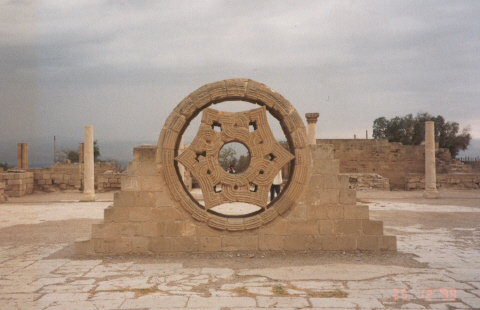
نجمة قصر هشام الشهيرة
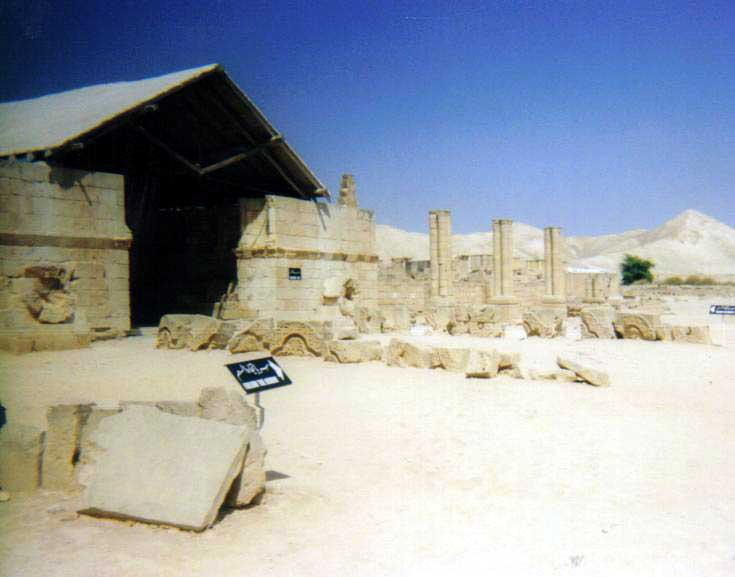
قصر هشام عام 1996
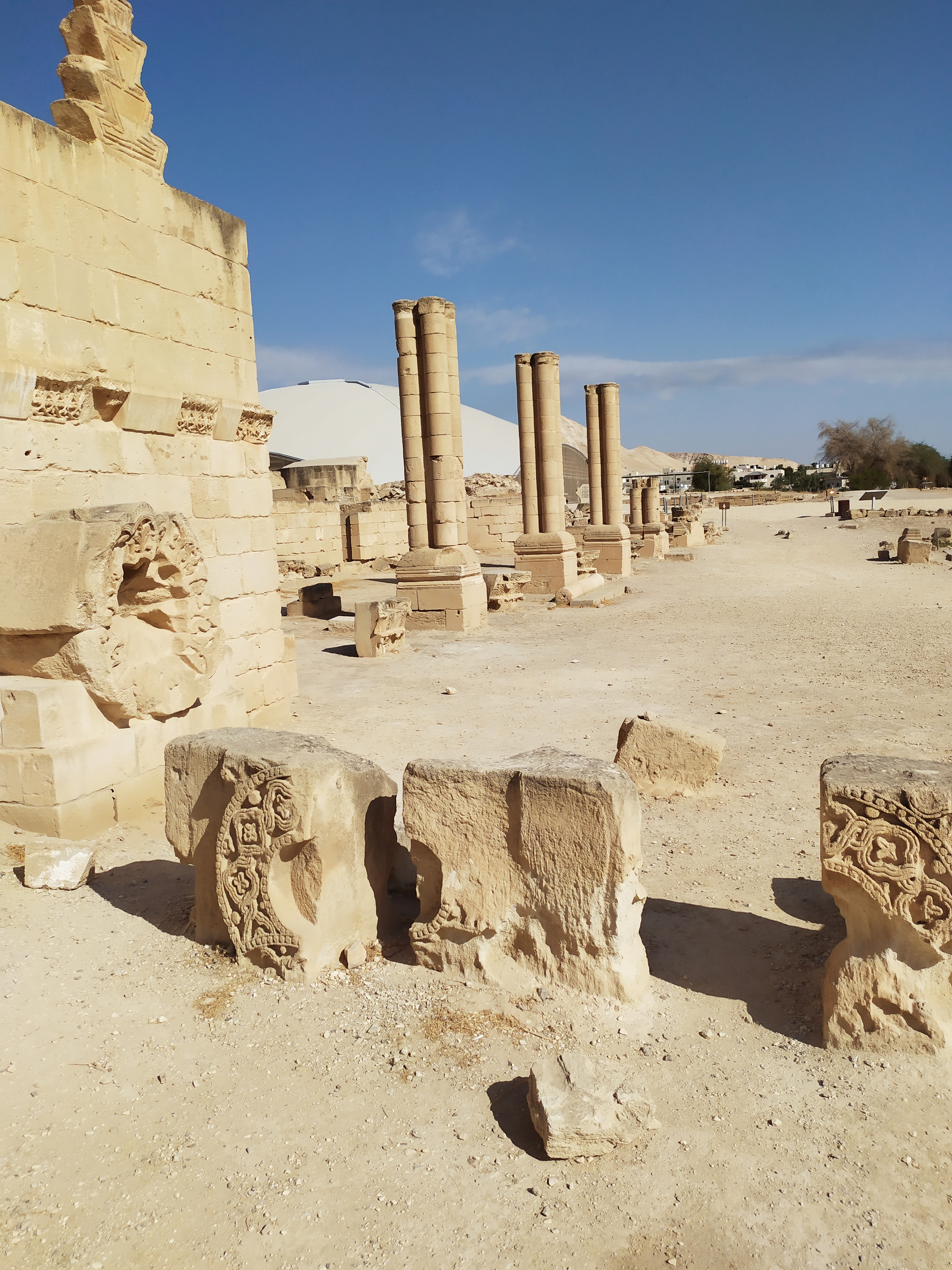
قصر هشام بن عبد الملك بن مروان في أريحا